# Saul (oratorio)

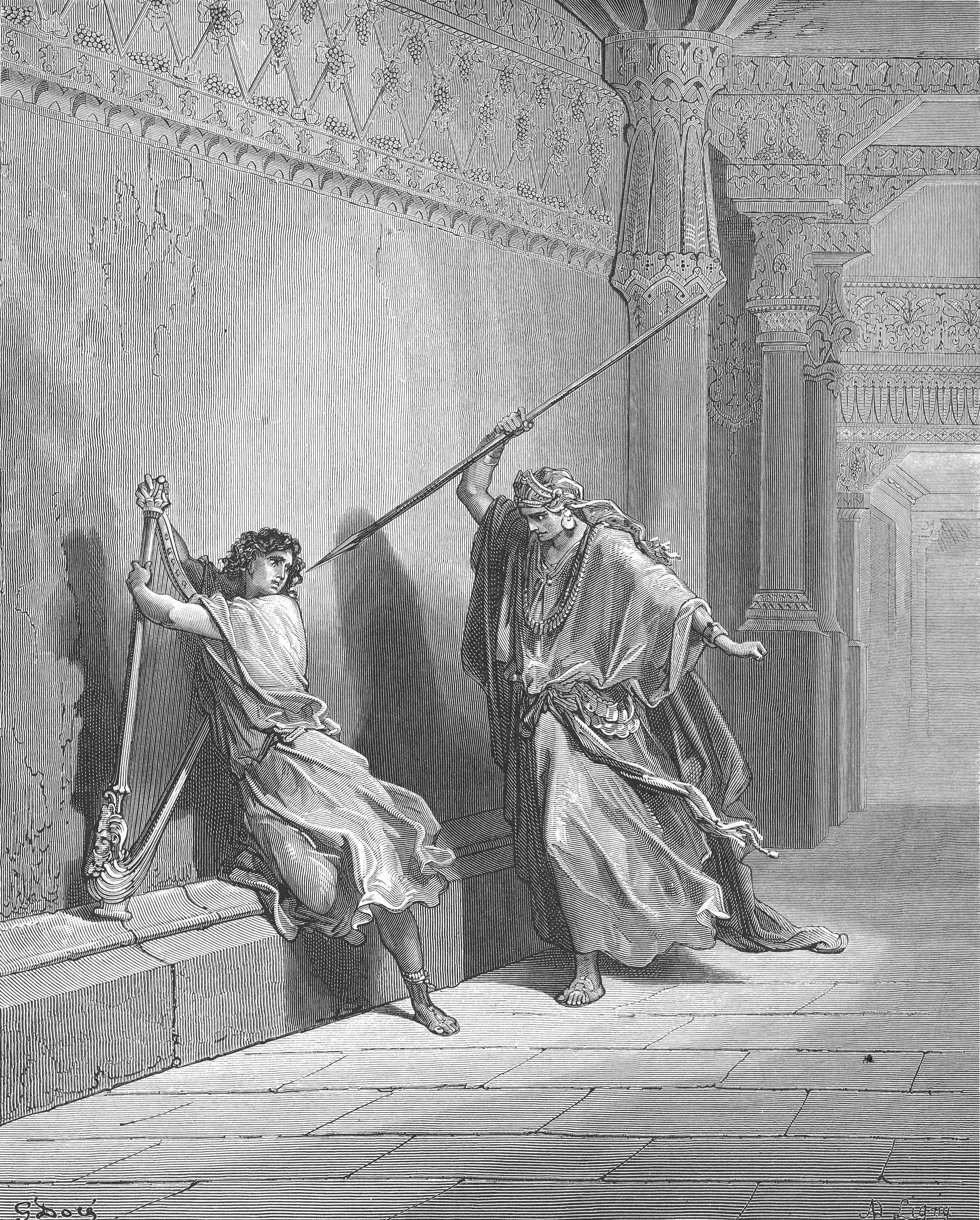
La escena bíblica en la que Saúl intenta matar a David, ilustrada por el artista Gustave Doré.

Saul (en español, Saúl) HWV 53 es un oratorio en tres actos escrito por Georg Friedrich Händel con un libreto de Charles Jennens. Tomado del I Libro de Samuel, la historia de Saúl se centra en la relación del primer rey de Israel con su eventual sucesor, David; una que parte de la admiración para transformarse en envidia y odio, lo que al final lleva a la caída del monarca epónimo. La obra, que Händel empezó en 1738, incluye una famosa Marcha fúnebre, un himno funeral por Saúl y su hijo Jonatán, y algunas de las piezas corales más dramáticas del compositor. Saúl se estrenó en el King’s Theatre de Londres el 16 de enero de 1739.

## Dramatis personae
- Saul (bajo)
- Merab (soprano)
- Michal (soprano)
- Jonatán (tenor)
- David (contralto)
- Samuel (bajo)
- Sumo Sacerdote (tenor)
- Bruja de Endor (tenor)
- Abner (tenor)
- Amalecita (tenor)
- Doeg (bajo)
- Coro de Israelitas